# Víctor Orta
Víctor Orta (Madrid, 28 de diciembre de 1978) es un director deportivo español que actualmente forma parte del Real Valladolid, equipo que milita en la Segunda División de España.

## Trayectoria
En la temporada 2005-06, se convirtió en director deportivo del Real Valladolid. En la temporada 2006-07, firmó por el Sevilla F. C. para ocupar el cargo de secretario técnico, en el que permanece durante 7 temporadas, hasta 2013, año que pasó a ser director deportivo del Zenit de San Petersburgo.
En la temporada 2014-15, regresó a España para convertirse en director deportivo del Elche C. F.. Desde 2015 a 2017, ocupó el cargo de director deportivo del Middlesbrough F. C. de la Premier League.
En julio de 2017, firmó como director deportivo del Leeds United. En 2020, sería el arquitecto de configurar el equipo que ascendió al conjunto inglés a la Premier League. Víctor ocuparía el cargo durante seis temporadas, finalizando su vinculación el 2 de mayo de 2023. El 20 de junio del mismo año volvió al Sevilla F. C. para sustituir a Monchi como director deportivo.
El día 4 de junio de 2025 fue destituido como director deportivo del Sevilla F. C. Un mes después se incorporó a la disciplina del Real Valladolid, donde regresaba veinte años después.

## Clubes

### Como director deportivo
| Club                               | País       | Año       |
| ---------------------------------- | ---------- | --------- |
| Real Valladolid                    | España     | 2005-2006 |
| Sevilla F. C. (secretario técnico) | España     | 2006-2013 |
| F. C. Zenit                        | Rusia      | 2013-2014 |
| Elche C. F.                        | España     | 2014-2015 |
| Middlesbrough F. C.                | Inglaterra | 2015-2017 |
| Leeds United                       | Inglaterra | 2017-2023 |
| Sevilla F. C.                      | España     | 2023-2025 |
| Real Valladolid                    | España     | 2025-     |